# Michael Ehré
Michael Ehré, född 1 augusti 1971 i Nordenham, Niedersachsen, är en tysk musiker, huvudsakligen aktiv som trumslagare. Han är medlem i det tyska power metal-bandet Gamma Ray och var tidigare medlem i Primal Fear.

## Biografi
Utöver sitt huvudband Gamma Ray spelar Ehré i The Unity där han är bandkollega med Henjo Richter och Tobias Exxel (Edguy). Han var tidigare medlem i Primal Fear, Metalium och ett tag Firewind. Live har han turnerat med Uli Jon Roth (Scorpions), svenske Kee Marcello (Europe) och Vinnie Moore (Vicious Rumors).
Michael Ehré är även aktiv som studiomusiker, musikproducent, låtskrivare och trumlärare. Han använder trummor från Mapex, trumskinn från Aquarian och cymbaler från Paiste.

## Diskografi i urval
Gamma Ray
- Empire of the Undead (2014)

The Unity
- The Unity (2017)
- Rise (2018)
- Pride (2020)
- The Hellish Joyride (2023)

Firewind
- Days of Defiance (2010)

Primal Fear
- Metal Commando (2020)
- Code Red (2023)